# Felix Hamrin

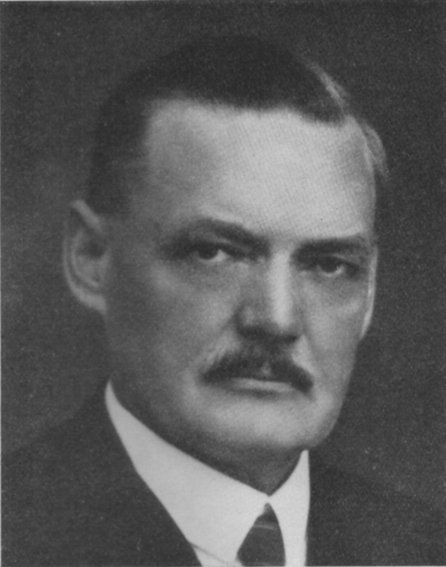
Felix Hamrin

Felix Teodor Hamrin (* 14. Januar 1875 in Mönsterås; † 27. November 1937 in Jönköping) war ein schwedischer Politiker und Ministerpräsident von Schweden.

## Studium und berufliche Laufbahn
Der Sohn eines Lederwarenhändlers absolvierte ein Studium an der Wirtschaftsschule in Göteborg. Anschließend begründete er ein Großhandelsgewerbe in Jönköping, das er von 1903 bis 1930 betrieb. Zeitweise war er auch in der Handelskammer von Småland und Blekinge tätig.

## Politische Laufbahn

### Reichstagsabgeordneter und Minister
Hamrin begann seine politische Laufbahn 1911 mit der Wahl zum Abgeordneten der Zweiten Kammer des Reichstages. Dort vertrat er bis 1914 die Freisinnige Vereinigung (Frisinnade Landsföreningen) im Wahlbezirk der Provinz Jönköping.
Von 1918 bis zu seinem Tod 1937 war er Mitglied der Ersten Kammer des Reichstages. Nach der Spaltung der Liberalen Sammlungspartei 1924 trat er der von Carl Gustaf Ekman geführten Frisinnade folkpartiet bei, deren Parteivorsitzender er später wurde.
Im Juni 1928 wurde er von Ministerpräsident Ekman zum Handelsminister in dessen Kabinett berufen, dem er bis zum Oktober 1928 angehörte. In der zweiten Regierung Ekman von 1930 bis 1932 amtierte er als Finanzminister.

### Ministerpräsident von 1932 und Liberaler Parteivorsitzender
Als Ekman am 6. August 1932 einen Monat vor der Reichstagswahl wegen der Krise um den Zündholzmonopolisten Ivar Kreuger zurücktreten musste, wurde Hamrin von König Gustav V. als Ministerpräsident mit der Bildung einer Übergangsregierung beauftragt.
Nach der Reichstagswahl und einer schweren Wahlniederlage der Liberalen Partei trat er am 26. September 1932 als Ministerpräsident zurück. Seine nur 50 Tage dauernde Amtszeit war damit die bis heute kürzeste Regierungszeit eines schwedischen Ministerpräsidenten. In dieser kurzen Zeit bemühte er sich um eine Stabilisierung der Wirtschaft aufgrund der Weltwirtschaftskrise sowie des Zusammenbruchs des Kreuger-Monopols.
Nachdem Ekman 1933 als Vorsitzender der Freisinnigen Volkspartei zurückgetreten war, wurde Hamrin dessen Nachfolger. Nach der Vereinigung der liberalen Parteien zur Volkspartei (Folkpartiet) war er von 1934 bis Januar 1935 deren erster Vorsitzender.
Anschließend war er von 1934 bis 1937 Regierungspräsident (Landshövding) der Provinz Jönköping.